# 곡률
곡률(曲率, curvature, 문화어: 구불음)은 기하학의 여러 분야에서 나타나는 개념으로 '굽은 정도'를 뜻한다. 분야와 상황에 따라 여러 가지 종류의 곡률을 정의할 수 있으며, 기하학적 대상이 다른 공간(대체로 유클리드 공간)에 묻힌 상태에서 그 대상의 굽은 정도를 측정하는 '외재적 곡률'과, 좌표계와 무관하게 대상 자체의 국소적인 정보로 정의되는 '내재적 곡률'로 나눌 수 있다. 이 글은 주로 외재적 곡률을 다룬다.
외재적 곡률의 가장 대표적인 예는 원의 곡률이다. '원'은 그 위의 모든 점에서 반지름의 역수를 곡률로 가진다. 따라서 작은 원은 좀 더 심하게 굽어 있으므로 곡률이 크고, 반대로 원이 커질수록 곡률은 작아진다. 비슷한 방법으로 어떤 매끄러운 곡선의 각 점에서의 곡률은 각 점에 접하는 원의 곡률로 정의한다.
2차원 평면에서 곡률은 스칼라이다. 그러나 3차원이나 더 고차원에서는 곡률 벡터로 표현되며 이는 얼마나 굽었는지(크기)와 어느 쪽으로 굽었는지(방향)에 의해 결정된다. 곡면이나 휘어있는 n차원 공간처럼 더 복잡한 대상의 곡률은 리만 곡률 텐서 등으로 표현할 수 있다.

## 같이 보기
- 측도의 곡률
- 리만다양체의 곡률
- 곡선의 미분기하학
- 가우스 사상
- 가우스 곡률
- 가우스-보네 정리
- 평균 곡률